# Raban von Canstein (Politiker)

Raban von Canstein

Raban von Canstein (* 10. August 1617 auf Schloss Canstein; † 22. März 1680 in Küstrin) war ein kurbrandenburgischer Geheimrat und Hofkammerpräsident. Er wurde 1657 in den erblichen Freiherrenstand erhoben.
Raban war Herr auf Canstein, Warburg, Eiche, Schönberg, Dalwitz, Helmsdorf, Neukirch und Hauptmann der Herrschaften Beeskow, Storkow, Lindenberg und Mallynchen.

## Familie
Seine Eltern waren Philipp Ludwig von Canstein (1579–1623) und dessen Ehefrau Margarethe von Münchhausen (1589–1629) aus dem Haus Oldendorf.
Er heiratete in erster Ehe 1648 Lucia von Oppershausen, die jedoch bereits 1660 starb. In zweiter Ehe heiratete er 1662 Hedwig Sophie von Kracht, Witwe des Oberstleutnants Berenth Friedrich von Arnim (Boitzenburg) und Tochter des Offiziers Hildebrand von Kracht. Er hatte drei Töchter und drei Söhne, Friedrich Wilhelm (1666–1678), Philipp Ludwig, Carl Hildebrand und Margarete Helena (1665–1746). Sie heiratete Maximilian von Degenfeld (1645–1697) und wurde Mutter des Generals Christoph Martin von Degenfeld-Schonburg. Die zweite Tochter Louise Henriette (* März 1663; † 28. Mai 1730) heiratete zunächst den Oberst von Mäsebuch und nach dessen Tod den Kanzler Otto Heinrich von Friesen.

## Leben

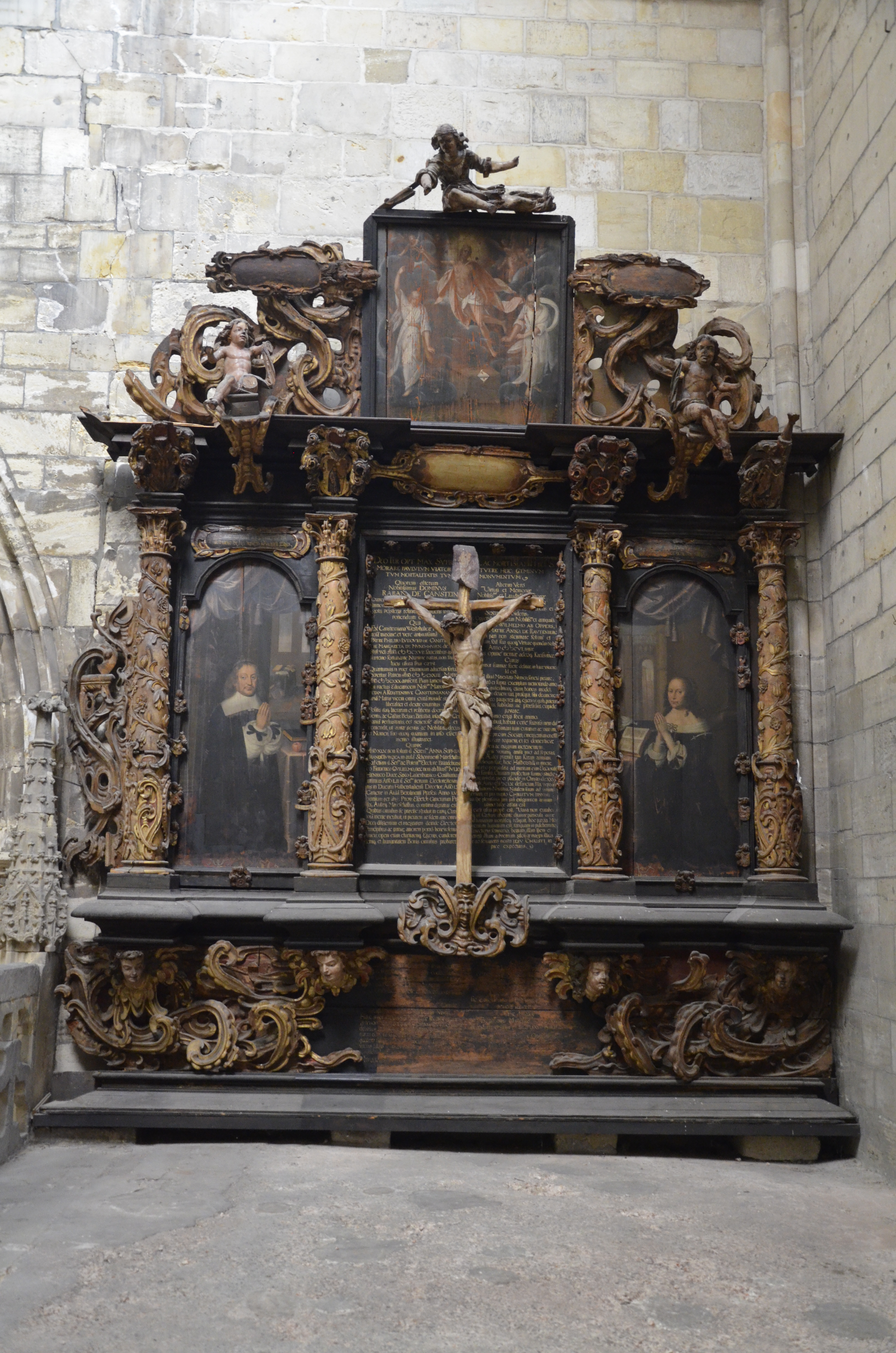
Epitaph des Raban von Canstein und seiner ersten Ehefrau Lucia geb. Oppershausen auf der Nordempore des Halberstädter Doms

Nach einem juristischen Studium und einer Grand Tour durch Holland, Belgien, Frankreich, England und Schweden begann Canstein seine Laufbahn 1645 als Geheimrat und Hofmarschall beim Herzog von Braunschweig-Lüneburg. Über die aus dem Hause Brandenburg stammende Herzogin Anna-Sophie lernte ihn der Kurfürst Friedrich Wilhelm von Brandenburg, der „Große Kurfürst“, kennen und nahm ihn 1650 in seine Dienste.
Ende 1651 organisierte Canstein das Domänenwesen in der Mark Cleve neu. 1652 wurde er zum Geheimen Rat berufen und Regierungsdirektor für das seit 1648 zu Brandenburg gehörende Bistum Halberstadt. 1655 wurde er nach Berlin zurückgerufen und übernahm die Verwaltung der Kurmark. 1657 wurde er Leiter der Finanzverwaltung aller Landesteile und Präsident des Geheimen Rates. 1658 wurde Canstein mit der Wahrnehmung der brandenburgischen Kurstimme bei der Kaiserwahl von Leopold I. betraut. Zudem wurde er 1659 Direktor des „Commerz- und Industriedepartements“ und 1660 Oberhofmarschall und Verwalter der Schatullenkasse sowie schließlich Hofkammerpräsident, was er bis 1669 blieb. Unter seiner Leitung stand die für die Herausbildung einer deutschen Münzeinheit bedeutsame Münzreform, die mit der brandenburgischen Münzordnung und der Zinnaer Münzkonvention mit Sachsen abgeschlossen wurde.
Nach seinem Rückzug aus der Verwaltung wurde Canstein als Vertrauter des Kurfürsten mit diplomatischen Sonderaufgaben betraut. Als solcher unterzeichnete er unter anderem 1672 den Allianzvertrag zwischen Brandenburg und Schweden. 1673 war er außerordentlicher Gesandter am kursächsischen Hof in Dresden.
Nachdem er 1674 bezichtigt worden war, grobe Nachlässigkeiten und Veruntreuungen nachgeordneter Stellen geduldet zu haben, musste er, trotz Versöhnung mit dem Kurfürsten, von allen seinen Ämtern zurücktreten.
Sein Epitaph befindet sich im Dom zu Halberstadt, wo seine erste Ehefrau Lucia bestattet wurde. Ihr Sarkophag soll im nördlichen Querhausarm gestanden haben. Das große Epitaph der beiden befand sich dahinter, an der westlichen Wand des Nordquerhauses. Es ist vollständig aus Holz geschnitzt, bemalt und vergoldet. Es teilt sich in drei Bildebenen. Die Oberste zeigt eine Darstellung der Auferstehung Christi umgeben von reichem Rankenwerk und Engeln. Drei Schriftkartuschen sind nicht mehr lesbar. Die mittlere Ebene teilt sich in drei Achsen. Die linke Seite zeigt ein Porträt des Raban von Canstein in betender Haltung. Die rechte Seite zeigt Lucia in ebenfalls betender Haltung. Beide wenden sich der Bildmitte zu. Vor einer großen Inschriftentafel befindet sich zentral ein Kruzifixus. Die drei Bildachsen werden durch Säulen getrennt, die von Rankenwerk umgeben sind. Die untere Bildebene beinhaltet eine unlesbare Inschrift umgeben von Rankenwerk. Begrenzt wurde das gesamte Ensemble von einem Eisengitter.
Die Darstellung seiner ersten Ehefrau Lucia macht eine Datierung des Epitaphs auf einen Zeitraum zwischen ihrem Tod 1660 und seiner Neuvermählung 1662 wahrscheinlich. Heute befindet sich das Epitaph auf der Empore des Nordquerhauses, der Sarkophag seiner Ehefrau sowie das Eisengitter sind nicht erhalten.
Zwei Zeichnungen des Epitaphs von Hermann Heinrich Schäfer (1815–1873) aus dem Jahr 1845 befinden sich im Gleimhaus und sind über museum-digital einsehbar.